# Ночна (приток Урги)
Ночна — река в России, протекает в Княгининском районе Нижегородской области. Устье реки находится в 129 км по левому берегу реки Урга. Длина реки составляет 21 км, площадь водосборного бассейна — 118 км².
Исток реки у деревни Рогово (Островский сельсовет) в 5 км восточнее центра города Княгинино. Река течёт на северо-восток, протекает деревни Домашняя (Островский сельсовет), Большое Корево, Юрьевка, Новоегорьевское, Новоселье, село Егорьевское (Ананьевский сельсовет). Приток — Чечерка (левый). Впадает в Ургу на границе с Лысковским районом напротив села Каменка.

## Данные водного реестра
По данным государственного водного реестра России относится к Верхневолжскому бассейновому округу, водохозяйственный участок реки — Сура от устья реки Алатырь и до устья, речной подбассейн реки — Сура. Речной бассейн реки — (Верхняя) Волга до Куйбышевского водохранилища (без бассейна Оки).
По данным геоинформационной системы водохозяйственного районирования территории РФ, подготовленной Федеральным агентством водных ресурсов:
- Код водного объекта в государственном водном реестре — 08010500412110000040209
- Код по гидрологической изученности (ГИ) — 110004020
- Код бассейна — 08.01.05.004
- Номер тома по ГИ — 10
- Выпуск по ГИ — 0